# سایمون آینه
سایمون آینه (انگلیسی: Simon Ainge؛ زادهٔ ۱۸ فوریهٔ ۱۹۸۸) بازیکن فوتبال اهل بریتانیا است.
از باشگاه‌هایی که در آن بازی کرده‌است می‌توان به باشگاه فوتبال برافورد پارک آونیو، باشگاه فوتبال کمبریج یونایتد، باشگاه فوتبال لوتون تاون، باشگاه فوتبال هالیفاکس تاون، باشگاه فوتبال گایزلی، و باشگاه فوتبال برادفورد سیتی اشاره کرد.
وی همچنین در تیم سی فوتبال ملی انگلیس بازی کرده‌است.